# Zygmunt Krzysztof Jagodziński
Zygmunt Krzysztof Jagodziński (ur. 1942 w Warszawie) – polski muzyk jazzowy, dziennikarz, projektant graficzny, publicysta, fotograf.

## Kariera zawodowa
Przez blisko 45 lat pracował w Polskiej Wytwórni Papierów Wartościowych w Warszawie jako specjalista od znaków wodnych, był wieloletnim kierownikiem atelier znaków wodnych i eguterni. Został odznaczony m.in. Złotą Odznaką za Zasługi dla PWPW S.A. oraz wieloma dyplomami, medalami i krzyżami.
Autor biografii Czesława Słani Czesław Słania. Polski grafik, genialny rytownik (cz. I 2006 i cz. II 2008). Autor pierwszego słownika poświęconego rusznikarzom działającym w Warszawie w wieku XIX zamieszczonego w książce Miscellanea bronioznawcze (1996), której jest współautorem. Autor książki Broń kombinowana i zbytkowna XVI-XIX wieku (2003). Swoje artykuły publikował m.in. periodykach: „Kolekcjoner Polski”, „Świat Druku”, „Przegląd Papierniczy”, „Aurea Porta”, „Kolekcjoner Dolnośląski”, „Materiały posesyjne”, „Art & Business”, „Biuletyn Numizmatyczny”, „Biuletyn Polarny”, „Elity”, „Filatelista”, „Gazeta Wyborcza”, „Kronika Warszawy”, „Militaria”, „Muzealnictwo”, „Muzealnictwo Wojskowe”, „Polonia Ole”, „Przegląd Dokumentacji Zabytków”, „Spotkania z Zabytkami”, „Strzał”, „Zdarzenia Muzealne”, „Życie Wytwórni”, „Człowiek i dokumenty”.
Wieloletni członek Stowarzyszenia Dziennikarzy Polskich oraz Stowarzyszenia Miłośników Dawnej Broni i Barwy (od 1971) afiliowanego przy Polskiej Akademii Nauk. Zajmuje się historią kultury materialnej od XVI do XIX wieku, jest także znawcą sztuki rusznikarskiej i rzemiosła rusznikarskiego.

## Kariera muzyczna
Przez 25 lat (1960–1985) czynnie uprawiał jazz tradycyjny, grając na gitarze i banjo w wielu warszawskich zespołach dixielandowych. Współpracował m.in. z: Original Jazz Band, Harlem Jazz Band, Warszawska Grupa Tradycyjna, Creole Jazz Band, Vistula River Brass Band, Bez Nazwy (przemianowany następnie w Gold Washboard), 725 St. Peter Street Jazz Band, Blues Fellows Dixieland Group oraz Blues Trio (gdzie na gitarze grał jego syn Robert).
W tym okresie koncertował z sukcesami w kraju i za granicą, brał udział w licznych festiwalach. Z krajowych znaczących dla jazzu tradycyjnego imprez, w których uczestniczył należy wymienić: „Ogólnopolskie Targi Jazzowe”, „Old Jazz Meeting” w Warszawie, festiwal „Jazz nad Odrą”, „Jazz na Kresach '84", „Dixieland Picnic” w Gnieźnie, „Festiwal Wokalistów Jazzowych” w Zamościu, imprezy towarzyszące „Jazz Jamboree” w Warszawie oraz Festiwal „FAMA” w Świnoujściu. W 1985 r. wraz z Blues Fellows wystąpił w Międzynarodowym Festiwalu „Festa do Avante” w Lizbonie.
Uczestniczył w charakterze wykładowcy (gitara i banjo) w „Warsztatach jazzu tradycyjnego” w Gnieźnie. Zajmuje się także lutnictwem (wykonał wiele egzemplarzy banjo).
Po 20-letniej przerwie w muzykowaniu, w roku 2006 powrócił na scenę. Podjął współpracę z reaktywowaną grupą Blues Fellows Dixieland Group, następnie epizodycznie grał z Old Stars of Dixieland. W rok później założył własny zespół Dixie Warsaw Jazzmen.